# 香港普通話研習社科技創意小學
香港普通話研習社科技創意小學（英語：Xianggang Putonghua Yanxishe Primary School of Science and Creativity），為香港一所位於元朗區天水圍新市鎮的津貼小學，於2001年創立。

## 歷史
此校於1997年起開始籌建，至1999年正式入紙競投現址校舍，並於同年8月得到受理。
雖然校舍已於2000年10月完工，但由於籌備需時，最後延至2001年9月才正式開辦，成為最後一座採用靈活式校舍的小學，亦是區內其中一間以普通話教授中文科的小學。

## 歷任校長
- 唐佩慈女士（2001年-2016年，創校校長）[6]
- 陶群眷女士（2016年起，現任校長）

## 校舍
此校為一所1995年版本小學靈活式校舍，樓高7層，設30間課室及各種特別室。校舍綑綁於天富苑第二期的建築合約，分別由立基土木工程及順成建築承建地基及上蓋，亦是全港最後兩座展開地基工程的靈活式校舍之一，以及最後一座沒有應用塔式起重機興建的標準校舍，於1998年9月動工，至2000年10月完工。
值得一提的是，此校連同鄰近的金巴崙長老會耀道小學，為全港最後一批小學版本靈活式校舍，均於2000年10月才完工。此外，此校連同毗鄰另外四間學校，亦是全港建設期最長的同款校舍，其撥款建議早於1997年3月交付立法局，但最後歷時超過三年半才完工。

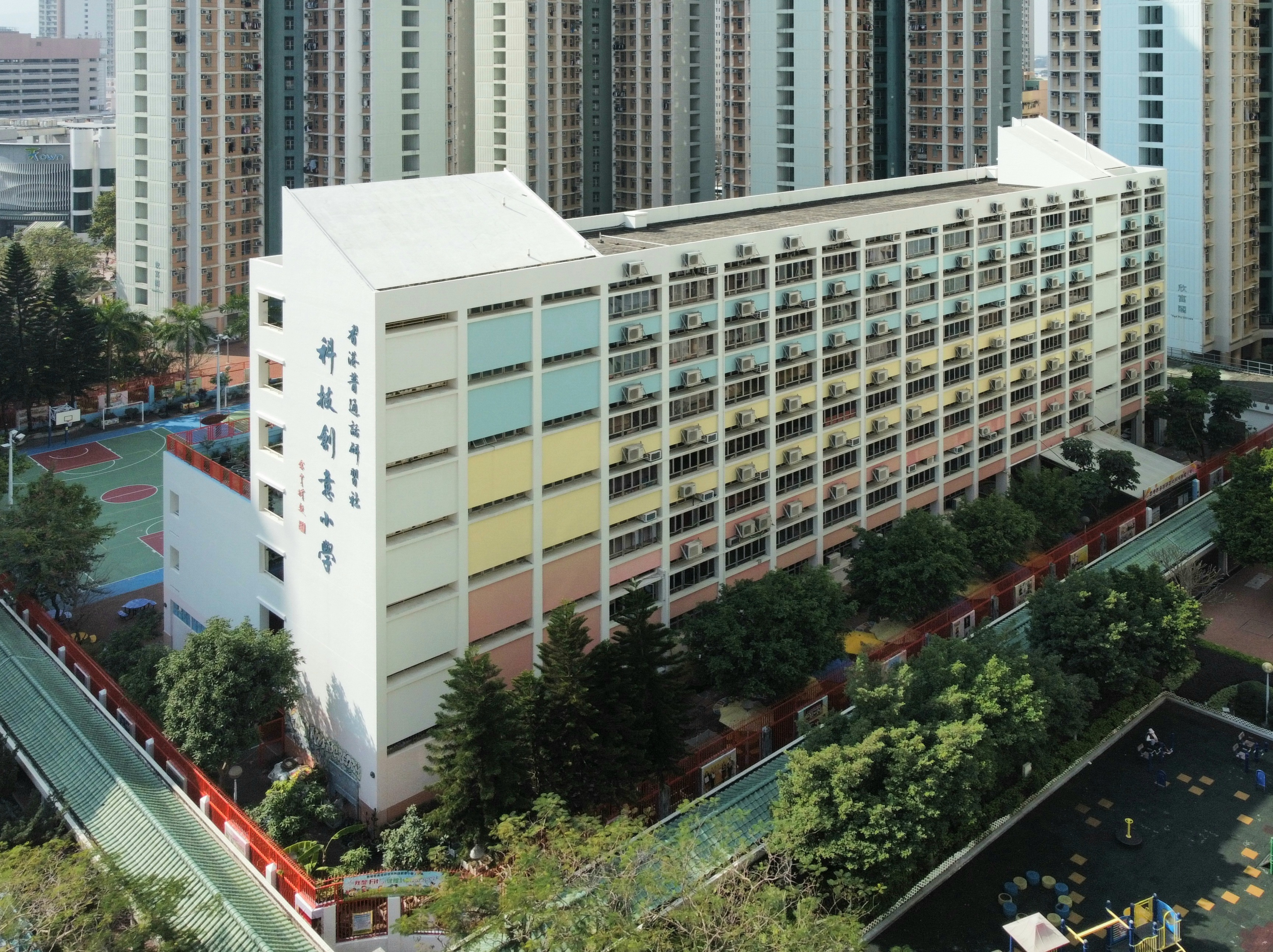
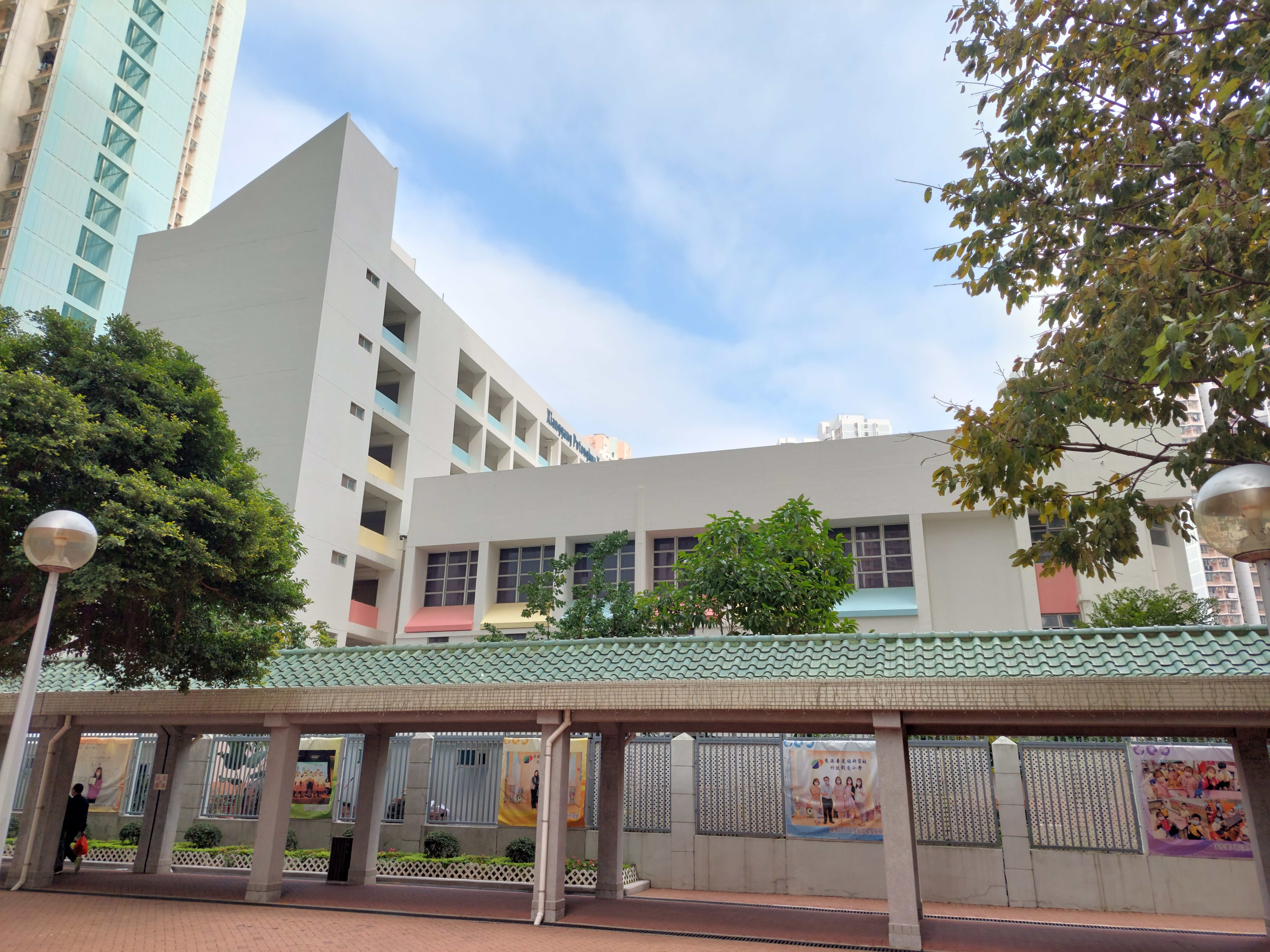

校舍禮堂亦是區議會富恩選區的指定投票站之一。

## 事件及軼事
- 2019年2月，此校有教師被指懲處在校內使用粵語的學生，並要求他們罰抄「我以後不再說粵語」。其後，校方澄清有關懲處乃少部分教師所為，惟事件已引起本土派人士關注，當中相關組織「學生動源」更發起聯署行動，以表不滿[11]。
- 2019年7月3日，此校8名師生在敬師聚餐後集體食物中毒，其中三人隨後求醫，而所有人均無須送院[12]。
- 2021年3月10日，由於政府在天富苑及天悅邨一帶學校（包括此校）的污水樣本內驗出新冠病毒，此校所有師生均需按《強制檢測公告》的規定，在限期內進行2019冠狀病毒病檢測[13][14]。
- 2022年6月21日晚上，中電位於元朗山貝河的高壓電纜橋發生爆炸，導致天水圍等地區停電。而由於天水圍北一帶需要較長時間才完成電力搶修工作，包括此校在內的14間當區學校翌日需停課一天[15]。

## 註解
1. ↑  2021/22年度[1]
2. ↑  2021/22年度[2]
3. ↑  另一座為位於愛東邨的聖馬可中學，於同月展開地基工程，但採用1998年版中學靈活式校舍。

## 外部連結
- 香港普通話研習社科技創意小學官方網頁 （页面存档备份，存于）

22°27′51″N 113°59′55″E / 22.46418°N 113.99866°E